# ماريون بيلي
ماريون بيلي (بالإنجليزية: Marion Bailey)‏ هي ممثلة بريطانية، ولدت في 1959 في المملكة المتحدة.

## أعمال

### أفلام
- (2014) السيد تيرنر[5][6]
- (2016) الحلفاء[7]

## وصلات خارجية
- ماريون بيلي على موقع IMDb (الإنجليزية)
- ماريون بيلي على موقع قاعدة بيانات الأفلام العربية
- ماريون بيلي على موقع ألو سيني (الفرنسية)
- ماريون بيلي على موقع أول موفي (الإنجليزية)
- ماريون بيلي على موقع قاعدة بيانات الأفلام السويدية (السويدية)
- ماريون بيلي على موقع قاعدة بيانات الفيلم (الإنجليزية)
- ماريون بيلي على موقع كينوبويسك (الروسية)